# Конвой № 8283
Конвой № 8283 — японський конвой часів Другої світової війни, проведення якого відбувалось у серпні — вересні 1943 року.
Вихідним пунктом конвою був Палау на заході Каролінських островів — важливий транспортний хаб, куди, зокрема, ходили з нафтовидобувних районів Індонезії. Пунктом призначення став атол Трук (нині Чуук) у центральній частині Каролінських островів, де до лютого 1944 року була розташована головна база японського ВМФ в Океанії та транспортний хаб, що забезпечував постачання Рабаула (головна передова база в архіпелазі Бісмарка, з якої провадились операції на Соломонових островах та сході Нової Гвінеї) та східної Мікронезії.
До складу конвою увійшли танкери «Тоа-Мару» і «Фуджісан-Мару», що прибули на Палау в конвої з Маніли, а також флотський танкер «Цурумі», який прибув з Борнео у конвої № 2606. Ескорт мав забезпечувати есмінець «Таманамі».
Загін вийшов із бази 27 (за іншими даними — 28) серпня 1944 року. На підходах до Палау та Труку традиційно діяли американські підводні човни, тому для забезпечення додаткової охорони 31 серпня з Сайпану (Маріанські острови) вийшло судно-ціль «Якадзе» (первісно було есмінцем), яке зустрілось із конвоєм вранці 1 вересня. У підсумку перехід пройшов без інцидентів і 2 вересня конвой № 8283 успішно прибув на Трук.
Можливо відзначити, що вже наступної доби «Фуджісан-Мару» вирушить на Маршаллові острова для забезпечення паливом кораблів, які провадили операцію з підсилення гарнізонів східної Мікронезії, а два інші танкери невдовзі вирушать з Труку у рейс до Борнео.